# Sadovo, Plovdiv
Sadovo (în bulgară Садово) este un oraș în partea de sud a Bulgariei, în Regiunea Plovdiv. Este reședința comunei Sadovo. La recensământul din 2011 avea o populație de 2.600 locuitori. Aici în 1916 s-a înregistrat temperatura maximă absolută din Bulgaria: 45,2OC.

## Demografie
Componența etnică a orașului Sadovo
     Turci (2,15%)
     Bulgari (69,88%)
     Romi (1,92%)
     Nicio identificare (25,76%)
     Altele (0,26%)
La recensământul din 2011, populația orașului Sadovo era de 2.600 locuitori. Din punct de vedere etnic, majoritatea locuitorilor (69,88%) erau bulgari, existând și minorități de turci (2,15%) și romi (1,92%). Pentru 25,76% din locuitori nu este cunoscută apartenența etnică.